# Ruta Estatal de Nevada 766
La Ruta Estatal de Nevada 766, y abreviada SR 766 (en inglés: Nevada State Route 766) es una carretera estatal estadounidense ubicada en el estado de Nevada. La carretera tiene una longitud de 62,1 km (38.603 mi).

## Mantenimiento
Al igual que las autopistas interestatales, y las rutas federales y el resto de carreteras estatales, la Ruta Estatal de Nevada 766 es administrada y mantenida por el Departamento de Transporte de Nevada por sus siglas en inglés Nevada DOT.